# 霍華德·哈里·羅森布羅克
霍華德·哈里·羅森布羅克（英語：Howard Harry Rosenbrock，1920年12月16日—2010年10月21日）是控制理論和控制工程領域的領導人物。他於1920年出生於英國伊爾福，1941年畢業於倫敦大學學院，獲得電機工程一級榮譽學位。二戰期間，他曾在英國皇家空軍服役。1955年，他獲得倫敦大學博士學位。在劍橋大學和麻省理工學院工作一段時間後，他被授予曼徹斯特科技大學教席，並在那裡創建控制系統中心。
羅森布羅克曾獲得許多獎項，包括IEE Premium、IEE Heaviside Premium、IEE控制成就獎、首屆IEEE控制系統科學與工程獎（1982年）、魯弗斯·奧爾登伯格獎章（1994年）和IChemE Moulton獎章。他是電機工程師學會、化學工程師學會、測量與控制研究所、皇家工程院和英國皇家學會的院士。
羅森布羅克是多變量頻域控制設計方法的先驅。他還在剛性微分方程的數值解法和參數最佳化方法的開發方面做出重要貢獻，這兩種方法都被稱為羅森布羅克法。羅森布羅克函數是數值最佳化演算法的基準測試。